# فرودگاه گرینبانک
فرودگاه گرینبانک (به انگلیسی: Greenbank Airport) یک فرودگاه همگانی است که یک باند فرود چمن دارد و طول باند آن ۵۴۹ متر است. این فرودگاه در کشور کانادا قرار دارد و در ارتفاع ۲۹۷ متری از سطح دریا واقع شده‌است.